# ADO Den Haag in het seizoen 2012/13 (vrouwen)
Het seizoen 2012/2013 is het 6e jaar in het bestaan van de Haagse vrouwenvoetbalclub ADO Den Haag. De club kwam uit in de BeNe League Orange en Women's BeNe League en heeft deelgenomen aan het toernooi om de KNVB beker.

## Wedstrijdstatistieken

### BeNe League Orange
|       | FC Twente | PSV/FC Eindhoven | AFC Ajax | Telstar | PEC Zwolle | FC Utrecht | sc Heerenveen |
| ----- | --------- | ---------------- | -------- | ------- | ---------- | ---------- | ------------- |
| Thuis | 2 – 2     | 0 – 3            | 2 – 1    | 2 – 1   | 4 – 2      | 4 – 0      | 3 – 1         |
| Uit   | 2 – 1     | 1 – 3            | 1 – 2    | 1 – 4   | 3 – 2      | 0 – 3      | 1 – 1         |

### Women's BeNe LeagueA
|       | FC Twente | Standard Luik | PSV/FC Eindhoven | AFC Ajax | Lierse SK | RSC Anderlecht | Beerschot |
| ----- | --------- | ------------- | ---------------- | -------- | --------- | -------------- | --------- |
| Thuis | 1 – 5     | 0 – 3         | 0 – 0            | 2 – 1    | 1 – 1     | 3 – 0          | 1 – 0     |
| Uit   | 1 – 2     | 3 – 0         | 1 – 0            | 2 – 1    | 0 – 1     | 0 – 2          | 0 – 0     |

### KNVB beker
| Achtste finale                                       | Fortuna Sittard                                           | 0 – 7 (0 – ?)            | ADO Den Haag                    |  |
| Plaats: Sittard-Geleen Sportpark Burgemeester Smeets |                                                           |                          | Onbekend                        |  |
| Kwartfinale                                          | ADO Den Haag                                              | 4 – 2 (? – ?)            | SC Telstar VVNH                 |  |
| Plaats: Den Haag Sportpark De Aftrap                 | Onbekend                                                  |                          | Onbekend                        |  |
| Halve finale                                         | ADO Den Haag                                              | 3 – 2 (1 – 2)            | PEC Zwolle                      |  |
| Plaats: Den Haag Kyocera Stadion                     | 39' Kitty Susan 81' Sheila van den Bulk 84' Renate Jansen |                          | 22' Sylvia Smit 45' Sylvia Smit |  |
| Finale                                               | ADO Den Haag                                              | 1 – 1 (? – ?) 5 – 4 n.s. | FC Twente                       |  |
| Plaats: Den Haag Kyocera Stadion                     | Onbekend                                                  |                          | Onbekend                        |  |

### Champions League
| 1e ronde                                 | ADO Den Haag         | 1 – 4 (0 – 2) | WFC Rossiyanka                                                            | Opstelling ADO Den Haag: |
| Plaats: Den Haag Kyocera Stadion         | Renate Jansen 75'    |               | 2' (pen.), 77' (pen.) Tatiana Skotnikova 44', 63' 90+4' Natalia Shlyapina | Lorsheijd, Van den Bulk, Nooij, Y. van der Veen ( 80' Compier), Susan, Reichardt ( 88' Persaud, Noyola, P. van der Veen, Guess, Jansen, Beerensteyn ( 73' Moudou)  |
| 1e ronde                                 | WFC Rossiyanka       | 1 – 2 (1 – 0) | ADO Den Haag                                                              | Opstelling ADO Den Haag: |
| Plaats: Krasnoarmeysk Rossijanka Stadion | Natalia Shlyapina 9' |               | 82' Bouchra Moudou 88' Teresa Noyola                                      | Lorsheijd, Van den Bulk, Nooij, Y. van der Veen, Susan ( 86' Persaud), Reichardt ( 63' Van Dijk, Noyola, P. van der Veen ( 46' Joore), Moudou, Jansen, Beerensteyn |

## Statistieken ADO Den Haag 2012/2013

### Eindstand ADO Den Haag Vrouwen in de BeNe League Orange 2012 / 2013
| Stand | Gespeeld | Gewonnen | Gelijk | Verloren | Punten | Doelpunten voor | Doelpunten tegen | Gele kaarten | Rode kaarten |
| ----- | -------- | -------- | ------ | -------- | ------ | --------------- | ---------------- | ------------ | ------------ |
| 2e    | 14       | 9        | 2      | 3        | 29     | 33              | 19               | 3            | 0            |

### Eindstand ADO Den Haag Vrouwen in de Women's BeNe League A 2012 / 2013
| Stand | Gespeeld | Gewonnen | Gelijk | Verloren | Punten | Doelpunten voor | Doelpunten tegen | Gele kaarten | Rode kaarten |
| ----- | -------- | -------- | ------ | -------- | ------ | --------------- | ---------------- | ------------ | ------------ |
| 5e    | 14       | 6        | 3      | 5        | 21     | 14              | 17               | 11           | 1            |

### Topscorers
| #      | Naam                | Goal |
| ------ | ------------------- | ---- |
| 1.     | Renate Jansen       | 10   |
| 2.     | Sheila van den Bulk | 7    |
| 3.     | Elizabeth Guess     | 4    |
| 4.     | Lineth Beerensteyn  | 3    |
| 5.     | Teresa Noyola       | 2    |
| 5.     | Kitty Susan         | 2    |
| 5.     | Paola van der Veen  | 2    |
| 5.     | Michelle Vrieling   | 2    |
| 6.     | Brittany Persaud    | 1    |
| Totaal | Totaal              | 33   |

| #                    | Naam                | Goal |
| -------------------- | ------------------- | ---- |
| 1.                   | Renate Jansen       | 5    |
| 2.                   | Sheila van den Bulk | 2    |
| 2.                   | Michelle Vrieling   | 2    |
| 3.                   | Lineth Beerensteyn  | 1    |
| 3.                   | Teresa Noyola       | 1    |
| 3.                   | Kitty Susan         | 1    |
| 3.                   | Marelle Worm        | 1    |
| Onbekende doelpunten |                     |      |
| –                    | Onbekend            | 1    |
| Totaal               | Totaal              | 14   |

| #      | Naam                             | Goal |
| ------ | -------------------------------- | ---- |
| 1.     | Sheila van den Bulk              | 1    |
| 1.     | Renate Jansen                    | 1    |
| 1.     | Kitty Susan                      | 1    |
| –      | Onbekend (Tegen Fortuna Sittard) | 7    |
| –      | Onbekend (Tegen Telstar)         | 4    |
| –      | Onbekend (Tegen FC Twente)       | 1    |
| Totaal | Totaal                           | 15   |

| #      | Naam           | Goal |
| ------ | -------------- | ---- |
| 1.     | Renate Jansen  | 1    |
| 1.     | Bouchra Moudou | 1    |
| 1.     | Teresa Noyola  | 1    |
| Totaal | Totaal         | 3    |

### Kaarten
| #      | Naam                |    |
| ------ | ------------------- | -- |
| 1.     | Kitty Susan         | 3  |
| 2.     | Yvette van der Veen | 2  |
| 2.     | Lucienne Reichardt  | 2  |
| 3.     | Lineth Beerensteyn  | 1  |
| 3.     | Sheila van den Bulk | 1  |
| 3.     | Marissa Compier     | 1  |
| 3.     | Barbara Lorsheijd   | 1  |
| 3.     | Bouchra Moudou      | 1  |
| 3.     | Sylvia Nooij        | 1  |
| 3.     | Paola van der Veen  | 1  |
| Totaal | Totaal              | 14 |

| #      | Naam                |   |
| ------ | ------------------- | - |
| 1.     | Yvette van der Veen | 1 |
| Totaal | Totaal              | 1 |

| #      | Naam        |   |
| ------ | ----------- | - |
| –      | Geen speler | 0 |
| Totaal | Totaal      | 0 |